# 岩原スキー場

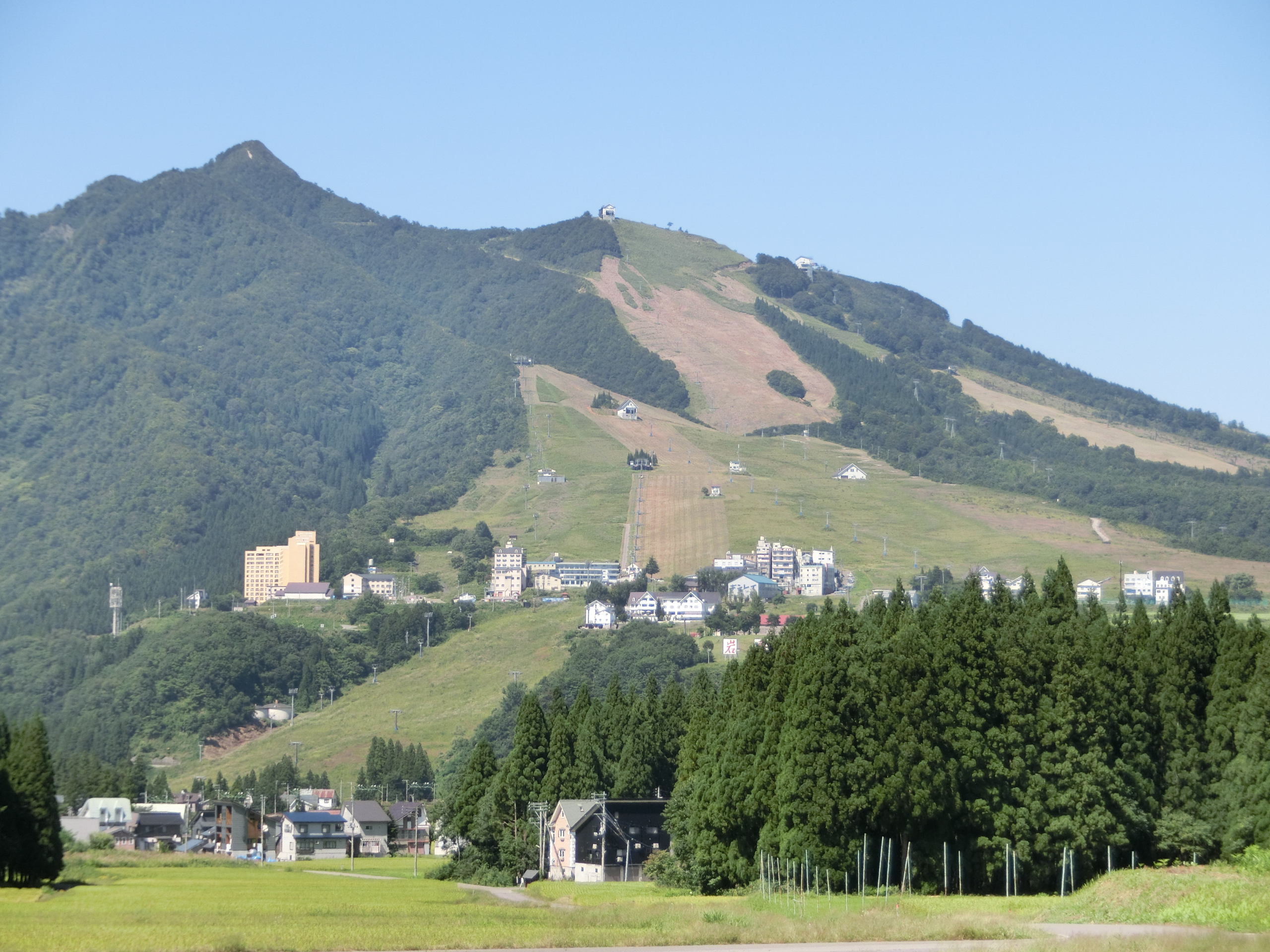
夏季

岩原スキー場（いわっぱらスキーじょう）は、新潟県南魚沼郡湯沢町の飯士山南面に位置するスキー場。

## 概要
ゲレンデは飯士山の中腹を大きく扇状に広がる一枚斜面からできている。初級者向けから上級者向けまで幅広いコースが揃っているが、特にメインゲレンデは平均斜度10度、最高でも12度、なおかつ混雑を感じさせない幅600メートルの広さで初心者が練習しやすいゲレンデとなっている。
1931年（昭和6年）から創業している老舗のスキー場であり、経営は渡辺プロダクションの関連会社で岩原観光株式会社が行っていたが、2009年-2010年シーズンからの営業は、株式会社ライフスタイルサービスが運営している。上越国際スキー場との提携を「上国&岩原 完全コラボ」と称し、リフト券の相互利用や直通シャトルバスの運行など、一体的な営業や宣伝、キャンペーン等を行っている。

## 歴史
- 1914年 - 地元住民により山スキーのゲレンデとしての利用が始まる。
- 1923年 - 体育授業にスキーが取り入れられたことで、土樽小学校校長を中心に岩原スキー倶楽部創設。
- 1925年2月 - 土樽村長の南雲喜之七の働きかけで深沢謹吾、駒形作十郎を講師に新潟県主催スキー講習会が開かれる。合わせて六日町中学校長の手塚義明を招いて岩原スキー場の開設記念の式典（発会式）が行われる[1]。
- 1931年 - 上越線の開通に伴い、鉄道管理局（東鉄）が「東鉄山の家」（通称・岩原山の家）を開設。管理人は南雲恒一郎[2]。事実上の開業年。
- 1932年 - 西面に県営ヒュッテ建設[2]。
- 1933年 - 東京の栗田夫妻が光岳園（後の岩原ロッジ、岩原スキーハウス）を建設[2]。設計は土浦稲城[3]。
- 1933年12月8日 - 岩原スキー場前仮乗降場開設。
- 1934年（昭和9年）1月には、日本女子体育専門学校生徒が、北欧で盛んに行われていた水着1枚でのスキーを日本で初めて行った[4]。参加者の中には1932年ロサンゼルスオリンピックの競泳競技に出場した松澤初穂がいた[4]。

その後、戦争激化に伴いいずれも閉鎖及び営業休止。
- 1947年 - 立川基地の厚生施設として敷地6万坪とスキーハウスが進駐軍により接収。ロープトゥ・リフト設置。
- 1952年 - スキー場及びスキーハウスの接収解除。スキーハウスがスキーロッジに改名[5]。
- 1954年 - ペアリフト開設[6]。
- この頃 - 水上久が一般のスキー客を相手にスキーインストラクター業を始める。志賀仁郎によれば、これが日本初のプロスキーヤーとされる。
- 1957年 - ロッジが岩倉具憲の日本観興光開発会社（後のパシフィック・パーク・ジャパン）に移管。
- 1970年7月 - 岩原スキーロッジを経営し、上原謙や加山雄三も役員として名を連ねていた株式会社パシフィック・パーク・ジャパンが会社更生法の手続きを開始[7]。保全管理人の下で営業は継続された。
- 1974年11月 - パシフィック・パーク・ジャパンの大口債権者であった渡辺プロダクションの渡辺晋が同社の取締役に就任（社長は兄の渡辺剛）[8]。
- 1975年9月 - 湯沢町議会で岩原特別委員会が設置され、スキー場の問題について話し合われた。
- 1978年12月 - パシフィック・パーク・ジャパンが湯沢町大字土樽に移転。社名を岩原観光株式会社に変更[8]。

この頃、関越自動車道の建設に伴う土砂の搬出によりゲレンデが広がる。
- 1987年 - 岩原ゴンドラ開業。全長2,813メートル、6人乗り。コクドが東側よりゴンドラ等のスキー場を開発するも、バブル崩壊により中止した。岩原観光が、ゴンドラ等を買い取ることで、数年は売上増加に寄与したが、2000年代に入り、スキー人口の減少と、買い取り費用が重くのしかかり経営を悪化させた。その後ゴンドラ等は、2006年-2007年シーズンを最後に運休。
- 2009年10月30日 - 岩原観光株式会社が民事再生法を申請して再生手続きを開始（倒産）[9]。上越国際スキー場を経営する上越観光開発から代表取締役を受け入れ、2009年-2010年シーズンの営業から株式会社ライフスタイルサービスに名称を変更し、運営している。

## 施設
- リフト
クワッド2基、ペア7基
- スキーセンター
山麗にリゾートセンター1、山の中腹にはリゾートセンター2がある。初心者がいるならメインゲレンデに近いリゾートセンター2を拠点とするとよい。
- 駐車場（合計1,500台）リゾートセンター1にはレンタル、レストランなどもある。

## アクセス
公共交通
- JR上越新幹線越後湯沢駅からシャトルバスで約8～12分
- JR上越線岩原スキー場前駅から徒歩約10～15分

自動車
- 関越自動車道湯沢ICより県道 2.9km

## 周辺
岩原スキー場前駅と当スキー場の間には宿泊施設が多く所在する。また、隣接してレジャープール（夏季）やスノーモビルランド（冬季）が開催される「湯沢中央公園」がある。バブル時代に集中して建設された多数のリゾートマンションが周囲を取り囲んでいる。